# میکائل سرئیلو
میکائل سرئیلو (انگلیسی: Mickaël Cériélo؛ زادهٔ ۱ سپتامبر ۱۹۸۴) بازیکن فوتبال اهل فرانسه است.
از باشگاه‌هایی که در آن بازی کرده‌است می‌توان به باشگاه فوتبال ستاره سرخ، باشگاه فوتبال سدان، و باشگاه فوتبال کن اشاره کرد.